# 유로파파크 슈타디온
유로파파크 슈타디온(Europa-Park-Stadion)은 독일 바덴뷔르템베르크주 프라이부르크에 위치한 축구 경기장으로 주로 SC 프라이부르크의 홈구장으로 사용된다. 프라이부르크 공항 근처인 프라이부르크의 브륄에 위치해 있다. 경기장 근처의 루스트에 위치한 유로파파크와 구장 명명권 계약을 맺으며 구장명을 유로파파크 슈타디온으로 변경하였다.

## 특징
경기장의 건축을 맡은 뒤셀도르프 건축가 그룹인 'HPP 아히테크튼'의 건축 계획에 따르면, 경기장은 남쪽 골대 뒤쪽에 홈 스탠드를 두고 계단식으로 지어질 예정이다. 또한 경기장은 총 3만 4700석 규모로 이 중에서 36%(약 1만 2400석)는 스탠딩석으로 만들 계획이다. 경기장의 높이는 25m이고 직사각형 모양이다. 사무실 외에도 1군팀 및 U-23팀의 시설도 통합될 예정이다.

## 역사
SC 프라이부르크가 현재까지 홈구장으로 사용하던 경기장인 드라이잠슈타디온은 1954년 개장했는데, 드라이잠슈타디온 의 규격(100.5m×68m)이 최소 충족 기준의 수준에 불과하고 남쪽 골문에서부터 북쪽 골문까지 98cm의 경사로 인해 더 이상 현대식 경기장의 요건을 충족하지 못함에도 DFL에서 승인한 특별 허가로 계속 사용할 수 있을 뿐이다. 이 때문에 경기장 재건축이나 신축에 대한 논의가 있었으며, 이에 드라이잠슈타디온의 현대화에 대해 경제적 타당성을 검토하기 위해 플라이어에 연구 의뢰를 진행했다. 이 연구에 따르면 구장을 현대화 하는데만 11년이 걸리고 신축 비용보다는 살짝 적은 비용이 예상된다고 했다.
프라이부르크 지방의회는 2012년 봄에 회계법인인 언스트 엔 영에 평가보고서를 의뢰했다. 그 보고서에는 현대화 전환 기간을 3년으로 기술했지만 비용은 훨씬 더 높게 산정했으며, 현재의 위치에서는 어떤 실행 가능한 해결책이 없다고 했다. 이에 경기장 신설에 대한 평가와 비교로 이어졌다.
2012년 12월, 프라이부르크 시의회는 새로운 경기장 건설에 대한 안건을 통과 시켰고, 세 곳의 후보지에 대한 평가를 승인하였다. 프라이부르크 구단과 시의 합동 준비위원회는 프라이부르크 공항 활주로 옆인 브륄의 볼프스빈켈에 위치한 대학 공학부 건물 부지를 후보지로 결정했다. 이곳의 장점은 좋은 교통 연결성과 대학 소유인 200m²를 제외하고 나머지 부지는 시에 속해 있어 주변에 훈련장을 만들기 좋다는 것이다. 프라이부르크 서부의 프라이부르크 박람회장 근처 있는 헤틀링거 정원 부지와 경기장의 대체 건설 부지로 고려되었던 31번 고속도로 진입로(B 31a) 근처의 히르쉬마튼 산의 평지가 대체 건설 부지로 후보지에 올라왔지만 2014년 1월 25일 프라이부르크 시의회의 결정에서 적절하지 않은 것으로 고려되었다.
2015년 2월 1일 프라이부르크 주민들은 58.2%의 득표율로 볼프스빈켈에 새 경기장을 건설하는 것에 찬성표를 던졌다. 경기장의 예산은 7600만 유로에 달했고 프라이부르크 구단은 2018년 11월 16일 볼프스빈켈 부지에 새 경기장을 건설하기 위한 건축 허가를 받으며, 같은 달에 준비 공사가 시작되었다.
경기장은 당초 2020-21 시즌 시작에 맞춰서 2020년 8월에 완공될 예정이었다. 하지만 2020년 4월, 구단의 CFO인 올리버 레키는 독일의 스포츠 잡지인 키커와의 인터뷰에서 코로나19의 영향으로 인해 기존의 건설 일정이 틀어질 것이라고 밝혔다. 이러한 이유로 인해 2020-21 시즌 클럽 인허가에 SC-슈타디온이 제외되고 드레스잠슈타디온이 경기장으로 지정되었다. 2020년 7월, 구단은 새 경기장이 2020년 말까지 준비되지 않을 것이며, 겨울 휴식기 이후에나 새로운 경기장으로 옮길 수 있을 것이라고 공개적으로 발표했다.

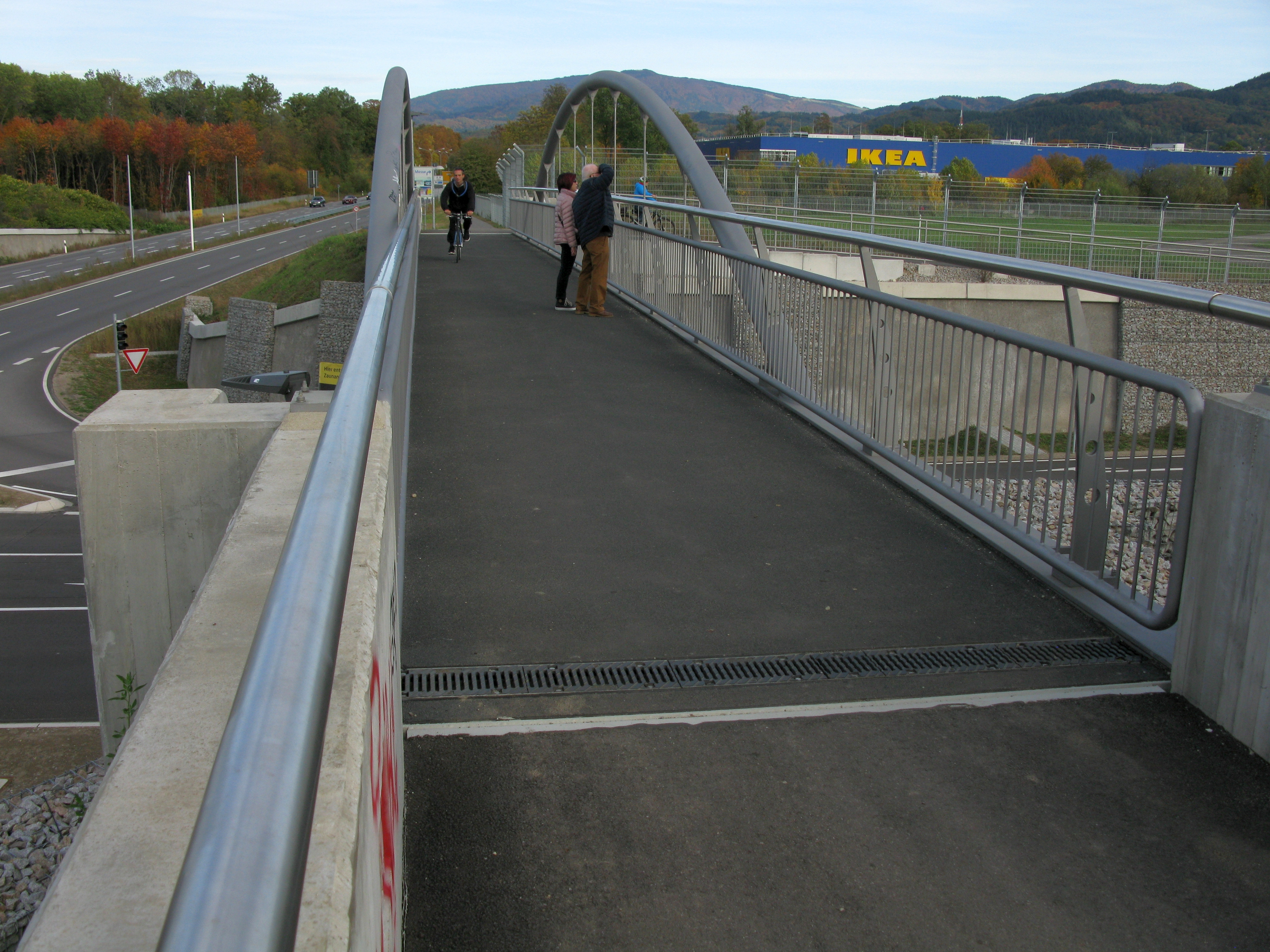
경기장으로 가는 다리의 모습

2019년 말에 경기장으로 가는 그라나다알레의 새 진입로에 도보 및 자전거 도로 다리가 개통되었다.
지붕 구조 건설은 2020년 초에 시작되었다. 지붕 건설에 필요한 모든 구조물들은 평상시의 교통 흐름에 방해가 되지 않도록 하기 위해서 야간에 프라이부르크로 운반했다. 2020년 3월 5일, 현장에서 상량식이 열렸다. 이어 구단 관계자들은 건설 현장을 빠르게 둘러봤다.

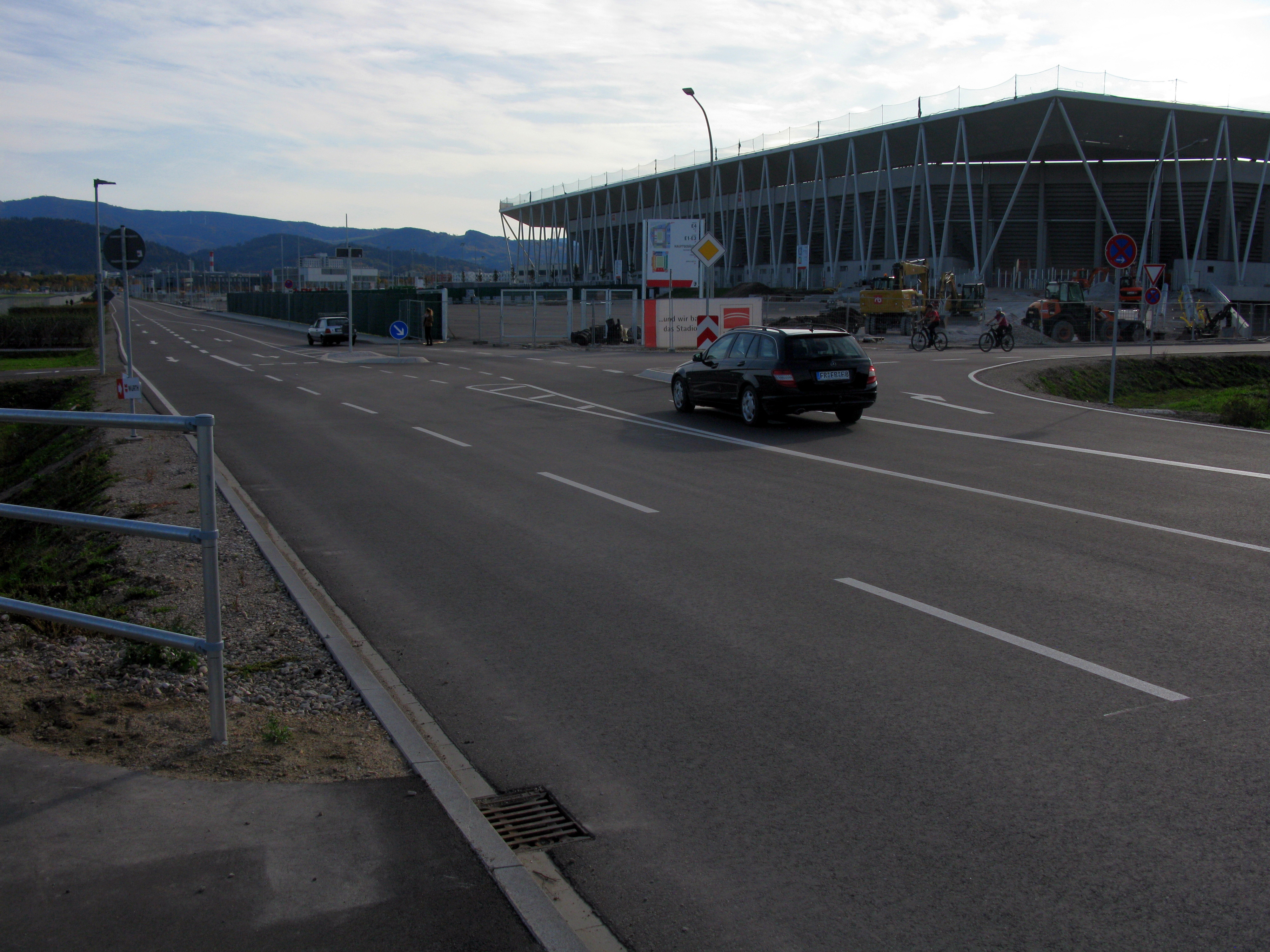
수원로의 모습

2020년 가을 초에는 약 18개월 만에 공사가 완료됐다. 10월 2일, 경기장의 가장 중요한 진입로인 수원알레(Swonallee, 수원로)(프라이부르크시와 자매 결연을 맺은 대한민국의 수원시의 이름을 붙임)가 개통되었다. 이 도로는 경기장과 인접 공항의 활주로 사이에 뻗어 있으며 매디슨알레와 그라나다알레를 연결한다.

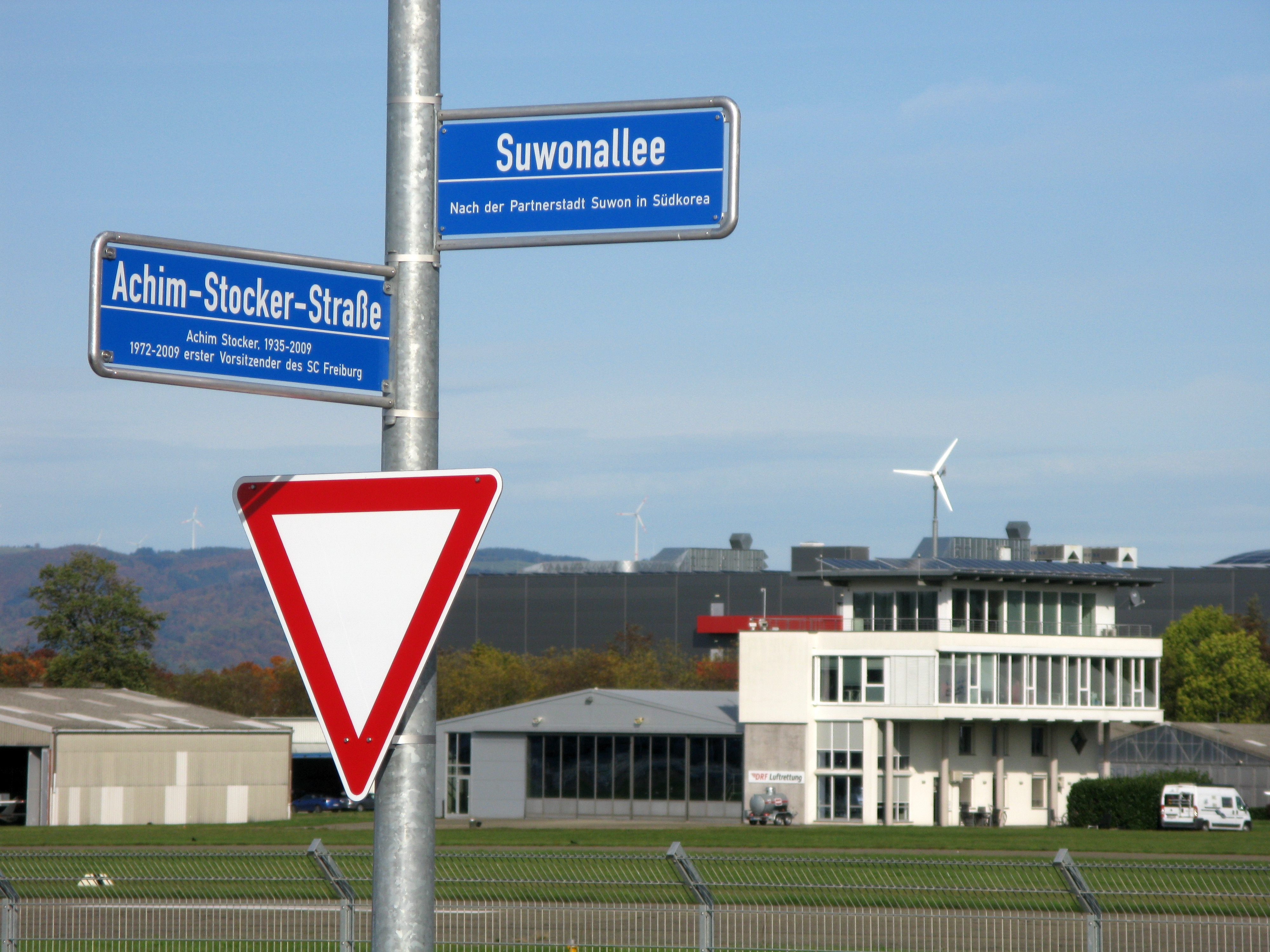
아힘 스토커로와 수원로 도로의 표지판

뿐만 아니라 도보 및 자전거 도로, 경기장으로 통하는 대로와 자전거 및 자동차 주차공간, 대형 버스정류장 등이 있다. 이전에 깔린 경기장 옆 훈련 구역 주변 도로 이름은 오랜 기간 구단의 회장을 지냈던 아힘 스토커(1935-2009)의 이름을 따서 지어졌다. 현재는 인접한 대학 건설 공사현장의 진입로 역할을 하고 있으며 나중에 공식적으로 대중에게 공개될 예정이다. 경기장의 잔디는 2020년 11월 25일에 심어졌다.
2021년 8월 31일, 프라이부르크 구단은 독일 최대의 테마파크인 유로파파크와 SC-슈타디온의 명명권 계약을 맺었다고 발표했다. 1990년대부터 밀접한 파트너십 관계를 맺어온 유로파파크와의 이번 명명권 계약에 따라 구장명은 유로파파크 슈타디온으로 정하였다. 양 측의 합의하에 구체적인 계약 내용은 비공개로 정하였지만 장기적인 계약으로 10월 개장에 맞춰 공식적으로 명명된다. 
새로운 이름을 가진 유로파파크 슈타디온의 첫 분데스리가 경기는 10월 16일에 열릴 RB 라이프치히와의 경기가 될 예정이며, 이에 앞서 현지 시각으로 10월 7일 18시 30분에 2. 분데스리가 소속의 FC 장크트파울리와의 시범 경기를 통해 공식적으로 개장했으며 프라이부르크는 이 경기에서 3-0으로 승리했다.